# 송문주로
송문주로(Songmunjoo-ro)는 경기도 안성시 죽산면 두고교에서 시작하여, 경기도 안성시 죽산면 죽산교차로를 잇는 8.3km의 도로이다.

## 주요경유지
경기도
- 안성시 죽산면

## 노선 경로
전 구간 국도 제17호선에 속하므로 이에 대한 별도 표기는 생략한다.
| 이름                  | 접속 노선                                        | 소재지            | 소재지            | 비고              |                   |
| 생거진천로와 직결     | 생거진천로와 직결                                | 생거진천로와 직결 | 생거진천로와 직결 | 생거진천로와 직결 | 생거진천로와 직결 |
| --------------------- | ------------------------------------------------ | ----------------- | ----------------- | ----------------- | ----------------- |
| 두교교 두교1교        |                                                  | 경기도 안성시     | 죽산면            |                   |                   |
| 두교 교차로 (두교2교) | 국가지원지방도 제82호선 (걸미로) 용대길          | 경기도 안성시     | 죽산면            |                   |                   |
| 두교3교               |                                                  | 경기도 안성시     | 죽산면            |                   |                   |
| 당목 교차로           | 용설로                                           | 경기도 안성시     | 죽산면            |                   |                   |
| 용설 교차로 (용설1교) | 용설로 거곡길                                    | 경기도 안성시     | 죽산면            |                   |                   |
| 용설2교 용설3교       |                                                  | 경기도 안성시     | 죽산면            |                   |                   |
| 장원 교차로           | 장원남산길                                       | 경기도 안성시     | 죽산면            |                   |                   |
| 죽산 교차로 (죽산1교) | 국도 제38호선 국가지원지방도 제70호선 (서동대로) | 경기도 안성시     | 죽산면            |                   |                   |
| 죽양대로와 직결       |                                                  |                   |                   |                   |                   |

## 주요 건물 및 시설
- 동안성휴게소 (송문주로 779/장원리 223-4)